# Louis Potier
Louis Potier († 25. März 1630), Baron de Gesvres, Comte de Tresmes, war ein französischer Staatsmann im Dienst der Könige Heinrich III., Heinrich IV. und Ludwig XIII.

## Leben
Louis Potier war ein jüngerer Sohn von Jacques Potier († 1555), Seigneur du Blancmesnil et du Plessis-Gassot, und Françoise Cueillette († 1567), Dame de Gesvres.
Er begann seine Laufbahn als Mitarbeiter der Secrétaires d’État Jacques Bourdin, Seigneur de Villaines, und Nicolas de Neufville, seigneur de Villeroy. Am 2. April 1567 wurde er Secrétaire du Roi, am 5. April 1578 Secrétaire du Conseil.
Er nahm an den États de Blois (Oktober 1588 bis Januar 1589) teil, die in der Ermordung des Herzogs von Guise und des Kardinals von Guise Ende Dezember 1588 gipfelten und kurz darauf scheiterten. Am 22. Februar 1589 wurde er zum Secrétaire d’État ernannt. Heinrich III. beauftragte ihn, einen Vertrag auszuarbeiten, den er mit Heinrich von Navarra schließen wollte, und Potier gelang es, die Versöhnung des Königs mit seinem Nachfolger herzustellen. Als Heinrich IV. im August 1589 den Thron bestieg, blieb Potier im Amt.
1595 kaufte er Blérancourt, 1598 Jaulzy. 1597 wurde die Herrschaft Gesvres, die er 1567 von seiner Mutter geerbt hatte, zur Baronie erhoben. Im Januar 1608 wurden die Châtellenie de May, die Herrschaften Marnoue, Rieux, Le Chenoy, Thoiry, Méry, Trocy, Le Gué-à-Tresmes, Villers-lès-Rigault und Nanteuil-sur-Marne von König Heinrich IV. zur Grafschaft Tresmes erhoben.
1604 erreichte er, dass sein dritter Sohn Antoine Potier de Gesvres als sein Nachfolger vorgesehen sehen wurde (Secrétaire d’État en survivance). Auch nach dem Tod Heinrichs IV. 1610 blieb Louis Potier im Amt, überließ es nun aber häufiger seinem Sohn und erschien nur noch bei Beratungen, wenn es absolut notwendig war. Der Tod Antoine Potiers am 13. September 1621 bei der Belagerung von Montauban zwang ihn jedoch, sich wieder stärker seinen Aufgaben zu widmen. Er trat wenig später zugunsten seines Neffen Nicolas Potier, Seigneur d‘Ocquerre, zurück, der am 15. Oktober 1622 das Amt übernahm, aber 1628 bei der Belagerung von La Rochelle ebenfalls starb. Louis Potier selbst starb am 25. März 1630 und wurde in der Prieuré de Raroi in Crouy-sur-Ourcq bestattet.

## Ehe und Familie
Louis Potier heiratete am 20. August 1588 in Chartres Charlotte Baillet, Ehrendame der Königinmutter Caterina de’ Medici, Tochter von René Baillet, Seigneur de Tresmes, 1. Président du Parlement de Bretagne, und Isabeau Guillart. Ihre Kinder waren:
- René Potier (* um 1579; † 1. Februar 1670), Comte dann (November 1648) 1. Duc de Tresmes, Pair de France, Marquis de Gesvres, 1611 Capitaine des Gardes du Corps du Roi, Lieutenant-général au Gouvernement de Champagne, Gouverneur de Châlons, 1619 Ritter im Orden vom Heiligen Geist, 1629 Conseiller d’État; ⚭ 28. April 1607 Marguerite de Luxembourg († 1645), Tochter von François de Luxembourg, Duc de Piney, Pair de France, et Diane de Lorraine-Aumale (Haus Luxemburg-Ligny)
- Bernard Potier de Gesvres († 1662), Seigneur de Blérancourt, de Jaulzy, Lieutenant-général de la Cavallerie Légère de France, 1614 Conseiller d’État; ⚭ (Ehevertrag 15. Mai 1600) Charlotte de Vieuxpont, Dame d’Annebault (* um 1591), Tochter von Gabriel de Vieuxpont und Françoise de Boves
- Antoine Potier de Gesvres († 13. September 1621 bei der Belagerung von Montauban), Seigneur de Sceaux, 1604 Secrétaire d’État (en survivance), Botschafter in Spanien; ⚭ (1) Anne d’Aumont, Tochter von Jacques d’Aumont, Barron de Chappes, Prévôt de Paris, und Charlotte Catherine de Villequier, sie heiratete in zweiter Ehe Charles, Comte de Lannoy, Ritter im Orden vom Heiligen Geist (Haus Aumont)